# Tuffi ai Giochi della XXII Olimpiade - Trampolino 3 metri maschile
La competizione dei tuffi dal trampolino 3 metri maschile è stata una delle quattro gare di tuffi inclusa nel programma dei Giochi della XXII Olimpiade disputati a Mosca nel 1980.
La competizione è stata divisa in due fasi:
1. turno preliminare;
2. finale.

## Medaglie
| Posizione | Atleta                      | Paese            |
| --------- | --------------------------- | ---------------- |
|           | Aleksandr Stalievič Portnov | Unione Sovietica |
|           | Carlos Girón Gutiérrez      | Messico          |
|           | Franco Cagnotto             | Italia           |

## Risultati
|    | Aleksandr Stalievič Portnov Unione Sovietica | 580,11 | 2  | 614,970 | 1 | 290,050 | 905,025 |  |  |  |
|    | Carlos Girón Gutiérrez Messico               | 580,20 | 1  | 602,040 | 2 | 290,100 | 892,140 |  |  |  |
|    | Franco Cagnotto Italia                       | 556,32 | 6  | 593,340 | 3 | 278,160 | 871,500 |  |  |  |
| 4  | Falk Hoffmann Germania Est                   | 567,78 | 3  | 574,620 | 5 | 283,890 | 858,510 |  |  |  |
| 5  | Aleksandr Kosenkov Unione Sovietica          | 558,90 | 4  | 575,670 | 4 | 279,450 | 855,120 |  |  |  |
| 6  | Christopher Snode Regno Unito                | 557,10 | 5  | 565,920 | 6 | 278,550 | 844,470 |  |  |  |
| 7  | Vyacheslav Troshin Unione Sovietica          | 552,42 | 7  | 543,840 | 7 | 276,210 | 820,050 |  |  |  |
| 8  | Ricardo Camacho Spagna                       | 532,02 | 8  | 483,330 | 8 | 266,010 | 749,340 |  |  |  |
|    |                                              |        |    |         |   |         |         |  |  |  |
| 9  | FClass Taubert Germania Est                  | 524,04 | 9  |         |   |         |         |  |  |  |
| 10 | Dieter Waskow Germania Est                   | 522,87 | 10 |         |   |         |         |  |  |  |
| 11 | Stephen Foley Australia                      | 521,82 | 11 |         |   |         |         |  |  |  |
| 12 | Niki Stajkovic Austria                       | 521,04 | 12 |         |   |         |         |  |  |  |
| 13 | Petar Georgiev Bulgaria                      | 504,33 | 13 |         |   |         |         |  |  |  |
| 14 | Francisco Rueda Messico                      | 495,63 | 14 |         |   |         |         |  |  |  |
| 15 | Kenneth Grove Australia                      | 491,94 | 15 |         |   |         |         |  |  |  |
| 16 | Rolando Ruiz Cuba                            | 489,24 | 16 |         |   |         |         |  |  |  |
| 17 | Némedi Károly Ungheria                       | 475,17 | 17 |         |   |         |         |  |  |  |
| 18 | Reynaldo Castro Rep. Dominicana              | 469,14 | 18 |         |   |         |         |  |  |  |
| 19 | Roman Godzinski Polonia                      | 462,48 | 19 |         |   |         |         |  |  |  |
| 20 | Jorge Mondragón Messico                      | 454,17 | 20 |         |   |         |         |  |  |  |
| 21 | Michael Worisch Austria                      | 452,43 | 21 |         |   |         |         |  |  |  |
| 22 | Milton Machado Brasile                       | 451,17 | 22 |         |   |         |         |  |  |  |
| 23 | Alexandru Adrian Bagiu Romania               | 427,35 | 23 |         |   |         |         |  |  |  |
| 24 | David Parrington Zimbabwe                    | 416,67 | 24 |         |   |         |         |  |  |  |